# Automeris beutelspacheri
Espèce
Automeris beutelspacheri est une espèce de papillon de la famille des Saturniidae.